# VLC media player
VLC media player (inicialment VideoLAN Client) és un reproductor multimèdia del projecte VideoLAN, distribuït com a programari lliure amb llicència GPL. Dona suport a molts còdecs d'àudio i vídeo així com diferents tipus d'arxius i a més a més, suporta els formats de DVD, VCD i altres protocols streaming. També pot ser utilitzat com a servidor amb unicast o multicast, en IPv4 o IPv6, en una xarxa de banda ampla. Utilitza la biblioteca còdec libavcode del projecte FFmpeg per a manejar tots els formats que suporta i fa servir la biblioteca de desxifrar DVD libdvdcss per a poder reproduir els DVD xifrats.
És un dels reproductors més independents pel que fa a les plataformes en què pot ser utilitzat, ja que té versions per a GNU/Linux, Windows, Mac OS, Syllable, BeOS, BSD, Pocket PC i Solaris.

## Història
El projecte VideoLan va començar com un treball acadèmic l'any 1996 i l'acrònim VLC feia referència a VideoLAN Client. Va ser desenvolupat per estudiants de l'École Centrale de Paris. Constava d'un client i un servidor per enviar vídeo (per streaming) per la xarxa del campus. El con utilitzant com a icona del VLC fa referència a la col·lecció de cons de trànsit que mantenia l'associació d'estudiants de Networking de l'École Centrale.

## Característiques

### Multiplataforma
És un reproductor potable i multiplataforma, amb versions per a GNU/Linux, Mac OS X, Microsoft Windows, BSD, Solaris, iOS i Android, entre d'altres.

### Formats i còdecs suportats
VLC suporta molts còdexs d'àudio i vídeo, diferents formats d'arxius, com DVD o VCD, i varis protocols de streaming. També és capaç de transmetre dades en streaming a través de xarxes i convertir arxius multimèdia a diferents formats.
Molts codes d'àudio i vídeo estan inclosos a VLC, són inclosos mitjançant la biblioteca libavcodec del projecte FFmpeg, tot i que principalment utilitza els seus propis filtres de multiplexació (muxer) VLC inclou de forma nativa un gran nombre de còdexs lliures, evitant la necessitat d'instal·lar o calibrar còdexs propietaris.

#### Formats llegibles
VLC media player pot llegir un gran nombre d'arxius depenent del sistema operatiu.

##### Arxius capaços de llegir
UDP/RTP unicast o multicast, HTTP, FTP, MMS, RTSP, RTMP, DCD, VCD, SVCD, CD Audio, DVB, Video acquistion (a través de V4l i DirectShow), fonts RSS/Atom i arxius emmagatzemats en la seva computadora.

##### Format contenidor
3GP, ASF, AVI, FLV, Matroska, Musical Instrument Digital Interface (.mid/.midi), QuickTime, MP4, Ogg, OGM, WAV, MPEG-2 (ES, PS, TS, PVA, MP3), AIFF, Raw audio, Raw DV, MXF, VOB

##### Formats de vídeo
Cinepak, Dirac, DV, H.263, H.264/MPEG-4 AVC, WebM, HuffYUV, Indeo 3, MJPEG, MPEG-1, MPEG-2, MPEG-4 Part 2, Real Video 3&4, mkv, Sorenson, Flash Video, Ogg Theora, VC-1, VP5, VP6 i WMV.

##### Subtítols
DVD, SVCD, DVB, OGM, SubStation Alpha, Advanced SubStation Alpha (mitjançant LibASS), SubRip, MPEG-4 Timed Text, text pla, Vobsub, MPL2 i Teletext.

##### Formats d'àudio
AAC, AC3, ALAC, AMR, DTS, DV Audio, FLAC, MACE, MP3, QDM2/QDMC, RealAudio, Speex, Screamstracker 3/S3M, TTA, Vorbis i WMA

#### Formats per a sortides de streaming o codificació digital
VLC és capaç de recodificar bastants formats, també depenent del sistema operatiu.

##### Formats d'àudio i vídeo incrustat
ASF, AVI, FLV, MP4, Ogg, Wav, MPEG-2 (ES, PS, TS, PVA, MP3), MPJPEG, FLAC i MOV

##### Formats de vídeo
H.263, H.264/MPEG-4 AVC, MJPEG, MPEG-1, MPEG-2, MPEG-4 Part 2, VP5, Theora i DV

##### Formats d'àudio
AAC, AC3, DV Audio, FLAC, MP3, Speex i Vorbis

##### Protocols de streaming
UDP, HTTP, RTP, RTSP, MMS i File

### Reproductor DVD
VLC és, a més, un programa reproductor de DVD i també és conegut per ser el primer reproductor en suportar DVD xifrats (amb un sistema DRM) en Linux utilitzant la biblioteca libdvdcss.

### Convertidor d'àudio i vídeo
Tot i que és una característica menys coneguda, VLC permet la conversió de diferents formats d'àudio i vídeo.